# Europapokal der Landesmeister (Handball) 1990/91
Dieser Artikel beschreibt den Europapokal der Landesmeister im Handball der Saison 1990/91. Es war die 31. Austragung des Wettbewerbs.

## 1. Runde
|                      | Gesamt |                        | Hinspiel | Rückspiel |
| -------------------- | ------ | ---------------------- | -------- | --------- |
| Sporting Neerpelt    | 38:45  | HV Sittardia           | 21:24    | 17:21     |
| Red Boys Differdange | 46:54  | Benfica Lissabon       | 28:26    | 18:28     |
| Hapoel Rishon Lezion | 53:63  | Eti Biskuits Eskisehir | 30:32    | 23:31     |
| Kyndil Tórshavn      | 38:62  | FH Hafnarfjörður       | 23:25    | 15:37     |
| Dukla Prag           | 46:35  | SC Dynamo Berlin-Ost   | 20:15    | 26:20     |
| Stavanger IF         | 47:37  | Sjundea IF             | 25:17    | 22:20     |
| Wagner Biro Graz     | 40:50  | Grasshoppers Zürich    | 20:24    | 20:26     |
| Filipos Verias       | 41:45  | Cividin Trieste        | 23:18    | 18:27     |
| Raba ETO Győr        | 42:46  | Steaua Bukarest        | 21:20    | 21:26     |
| KS Pogon Zabrze      | 52:42  | Kolding IF             | 24:17    | 28:25     |

RK Proleter Zrenjanin, Dinamo Astrachan, HK Drott Halmstad, TV Großwallstadt, USAM Nîmes und FC Barcelona hatten Freilose und zogen damit direkt in die zweite Runde ein.

## 2. Runde
|                       | Gesamt |                        | Hinspiel | Rückspiel |
| --------------------- | ------ | ---------------------- | -------- | --------- |
| HV Sittardia          | 35:76  | FC Barcelona           | 18:43    | 17:33     |
| Benfica Lissabon      | 46:52  | USAM Nîmes             | 23:21    | 23:31     |
| FH Hafnarfjörður      | 50:54  | Eti Biskuits Eskisehir | 29:21    | 21:33     |
| TV Großwallstadt      | 56:55  | Dukla Prag             | 24:23    | 32:32     |
| HK Drott Halmstad     | 48:43  | Stavanger IF           | 26:19    | 22:24     |
| Dinamo Astrachan      | 51:49  | Grasshoppers Zürich    | 25:23    | 26:26     |
| Cividin Trieste       | 46:49  | Steaua Bukarest        | 23:26    | 23:23     |
| RK Proleter Zrenjanin | 41:31  | KS Pogon Zabrze        | 26:15    | 15:16     |

## Viertelfinale
|                   | Gesamt |                        | Hinspiel | Rückspiel |
| ----------------- | ------ | ---------------------- | -------- | --------- |
| FC Barcelona      | 41:32  | USAM Nîmes             | 23:16    | 18:16     |
| TV Großwallstadt  | 46:47  | Eti Biskuits Eskisehir | 27:20    | 19:27     |
| HK Drott Halmstad | 40:59  | Dinamo Astrachan       | 24:29    | 16:30     |
| Steaua Bukarest   | 36:49  | RK Proleter Zrenjanin  | 22:20    | 14:29     |

## Halbfinale
|                        | Gesamt |                       | Hinspiel | Rückspiel |
| ---------------------- | ------ | --------------------- | -------- | --------- |
| Eti Biskuits Eskisehir | 35:71  | FC Barcelona          | 19:31    | 16:40     |
| Dinamo Astrachan       | 36:38  | RK Proleter Zrenjanin | 19:18    | 17:20     |

## Finale
|                       | Gesamt |              | Hinspiel | Rückspiel |
| --------------------- | ------ | ------------ | -------- | --------- |
| RK Proleter Zrenjanin | 40:41  | FC Barcelona | 23:21    | 17:20     |

 Proleter Zrenjanin – FC Barcelona  23:21 (12:10)
5. Mai 1991 in Zrenjanin, 5.500 Zuschauer.
Proleter Zrenjanin: Željko Đurđić, Dragan Vrgović – Nikola Adžić  (4/2), Goran Arsenić  (4), Stevo Nikočević (4), Zoran Tomić (4), Saša Babić  (2), Rastko Stefanović (2/1), Jovan Slavković (2), Dragan Kukić   (1), Vladan Vidić, Zlatko Čaušević, Blažo Lisičić (n.e.), Željko Bjelica (n.e.)
Trainer: Momir Rnić
FC Barcelona: Lorenzo Rico, David Barrufet – Zlatko Portner (5/2), Juan Sagalés (4), Veselin Vujović (3/3), Eugenio Serrano Gispert (3), Enric Masip  (2), Iñaki Urdangarin (2), Fernando Barbeito (1), Òscar Grau  (1), Chema Paré Monroy    , Xavier O’Callaghan (n.e.), Albert Bayo (n.e.)
Trainer: Valero Rivera
Schiedsrichter:  Svein Olav Øie und Bjorn Hogsnes
 FC Barcelona – Proleter Zrenjanin  20:17 (11:10)
19. Mai 1991 in Barcelona, Palau Blaugrana, 7.000 Zuschauer.
FC Barcelona: Lorenzo Rico, David Barrufet – Veselin Vujović  (5/2), Eugenio Serrano Gispert (5), Juan Sagalés (4), Enric Masip (2), Òscar Grau  (2), Zlatko Portner (1/1), Iñaki Urdangarin (1), Chema Paré Monroy, Xavier O’Callaghan, Albert Bayo, Fernando Barbeito (n.e.)
Trainer: Valero Rivera
Proleter Zrenjanin: Željko Đurđić, Dragan Vrgović – Nikola Adžić  (4/1), Zoran Tomić  (4/1), Saša Babić (3), Rastko Stefanović (2), Dragan Kukić  (2),  Stevo Nikočević  (1), Goran Arsenić   (1), Jovan Slavković (1), Vladan Vidić  , Zlatko Čaušević, Blažo Lisičić (n.e.), Željko Bjelica (n.e.)
Trainer: Momir Rnić
Schiedsrichter:  Bo Johansson und Bernt Kjellqvist